# Turniej o Puchar Burmistrza Rawicza
Puchar Burmistrza Rawicza – towarzyski turniej żużlowy w Rawiczu.